# Мальцево (Московская область)
Мальцево — деревня в Наро-Фоминском районе Московской области России, входит в состав сельского поселения Веселёвское. Расположена в 1,5 км к югу от деревни Благовещенье.
Проезд: автобус 40 (Верея — Воскресенки).

## Население
| 2002 | 2006 | 2010 |
| ---- | ---- | ---- |
| 6    | ↗7   | ↗11  |